# 埃米莉·马丁 (跳水运动员)
埃米莉·马丁（英語：Emily Martin，2001年3月4日—），英国女子跳水运动员。她曾代表英格兰参加2022年英联邦运动会跳水比赛，联同萝宾·伯奇获得女子双人10米跳板铜牌。